# Danil Ustimenko
Danil Wjatscheslawowitsch Ustimenko (kasachisch Данил Вячеславович Устименко; * 8. August 2000 in Almaty) ist ein kasachischer Fußballtorhüter.

## Karriere

### Verein
Bis 2019 spielte er für den Jugendverein von FK Qairat Almaty. Im März 2019 wurde Ustimenko in den Profikader von FK Qairat Almaty. Sein Debüt in der kasachischen Premier League gab er am 1. Juli 2020 in einem Heimspiel gegen Schetissu Taldyqorghan. Zwischen 2021 und 2022 war er Leihspieler bei FK Qairat-Schastar. Zum 1. Januar 2025 wechselte er zu Tobyl Qostanai.

### Nationalmannschaft
Ustimenko durchlief mehrere Jugendnationalmannschaften Kasachstans. Er spielte für die U17, U19 und U21 des Landes.